# Де Кеньи, Тине
Тине Де Кеньи (нидерл. Tine De Caigny, 9 июня 1997) — бельгийская футболистка, выступающая на позиции полузащитника и нападающего в футбольном клубе «Хоффенхайм», а также в составе национальной сборной Бельгии. Участница чемпионата Европы 2017 и чемпионата Европы 2022. В составе ряда бельгийских клубов стала победительницей чемпионата Бельгии и Кубка Бельгии.

## Карьера

### Клубная
Профессиональную карьеру Де Кеньи начала в бельгийских клубах «Брюгге» и «Льерс». В составе последнего стала обладательницей Кубка Бельгии 2015/2016. В 2016 году выступала за норвежский клуб «Волеренга».
С 2017 по 2021 годы выступала за «Андерлехт», в составе которого стала четырёхкратной чемпионкой Бельгии.
в 2021 году перешла в немецкий «Хоффенхайм».

### В сборной
Выступала за юношеские и молодёжные сборные разных возрастов. Дебютировала в составе главной сборной Бельгии в 2014 году.
12 ноября 2019 года Де Кеньи стала первой бельгийской футболисткой, забившей пять голов в матче сборных (со счётом 6:0 была побеждена сборная Литвы). 18 июля 2022 года в рамках группового этапа чемпионата Европы 2022 Тине забила единственный гол в победном матче со сборной Италии, благодаря чему Бельгия впервые в истории вышла в четвертьфинал Евро.

## Достижения

### Клубные
Брюгге
- Финалистка Кубка Бельгии[англ.] (2): 2013/2014[нидерл.], 2014/2015[нидерл.]

 Льерс
- Обладательница Кубка Бельгии[англ.] (1): 2015/2016[нидерл.]

 Андерлехт
- Победительница чемпионата Бельгии[англ.] (4): 2017/2018[нидерл.], 2018/2019[фр.], 2019/2020[англ.], 2020/2021[англ.]
  - Серебряный призёр (1): 2016/2017[нидерл.]